# NGC 747
NGC 747 je galaksija u zviježđu Kit.

## Vanjske poveznice
- SEDS: NGC 747